# Heinrich IV. von Hagen

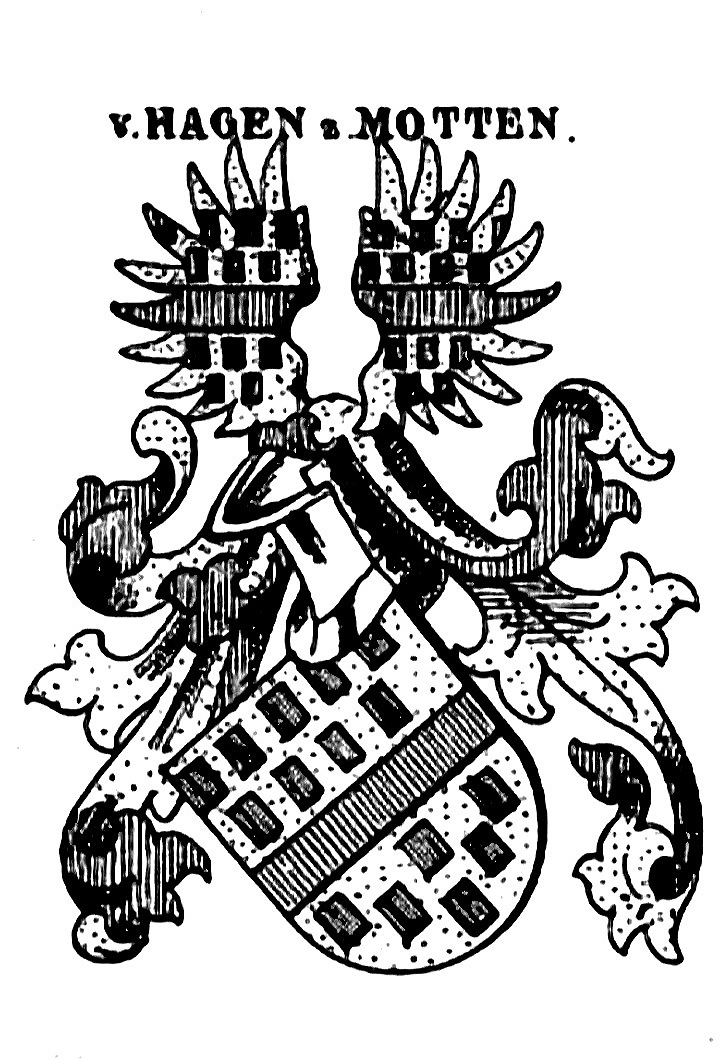
Familienwappen derer von Hagen zur Motten

Heinrich IV. von Hagen zur Motten (* 1480; † 1547) war ein deutscher Amtmann in Kurtrier. 

## Leben

### Herkunft und Familie
Heinrich IV. von Hagen entstammte dem Adelsgeschlecht Hagen zur Motten, das seinen Stammsitz seit 1300 auf dem Schloss La Motte hatte. Er war der Sohn des Friedrich II. von Hagen (1455/58–1531) und dessen Gemahlin Sophie von Greiffenclau zu Vollrads, Cousine der Bischöfe Richard von Greiffenklau zu Vollrads zu Trier (1467–1531) und Johann III. von Dalberg zu Worms (1455–1503). Er wuchs zusammen mit seinem Bruder Johann Ludwig (1492–1547, Erzbischof von Trier) auf. Am 14. Februar 1521 heiratete er Anna Quad von Landskron († vor 1536), mit der er zwei Töchter und einen Sohn hatte. Nach ihrem Tod heiratete er 1536 zum zweiten Mal. Seine Frau war die Freiin Maria Jakobe von Fleckenstein († nach 1545). Die Ehe brachte vier Söhne und eine Tochter.

### Wirken
Über seine Heirat mit Anna Quad von Landskron kam er in den Besitz eines Anteils an der Herrschaft Befort in Luxemburg.
Am 27. November 1531 erhielt er gemeinsam mit seinem Cousin Dietrich von Greiffenclau die nassau-saarbrückischen Lehen Sinnerthal, Schiffweiler, Dirmingen und Hahnenbach bei Wartenstein. Am 30. April 1539 wurde er Mitglied des Luxemburger Adelsgerichtes. Im November 1540, nach der Wahl seines Bruders Johann Ludwig zum Trierer Erzbischof, wurde er kurtrierischer Amtmann auf der Grimburg und später in Blieskastel und in St. Wendel. In dieser Funktion war er der oberste Dienstmann des Landesherrn in diesen Gebieten. Im November 1542 erhielt er kurtrierische Lehen in Düppenweiler und Niederweiler und in den Jahren von 1544 bis 1546 weitere Lehen von Kurtrier. 